# Bettens
Bettens (toponimo francese) è un comune svizzero di 583 abitanti del Canton Vaud, nel distretto del Gros-de-Vaud.

## Storia

### Simboli
Lo stemma comunale venne adottato ufficialmente nel 1923 e riprende il blasone della famiglia De Bettens, signori del villaggio nel periodo tardomedievale.

## Monumenti e luoghi d'interesse

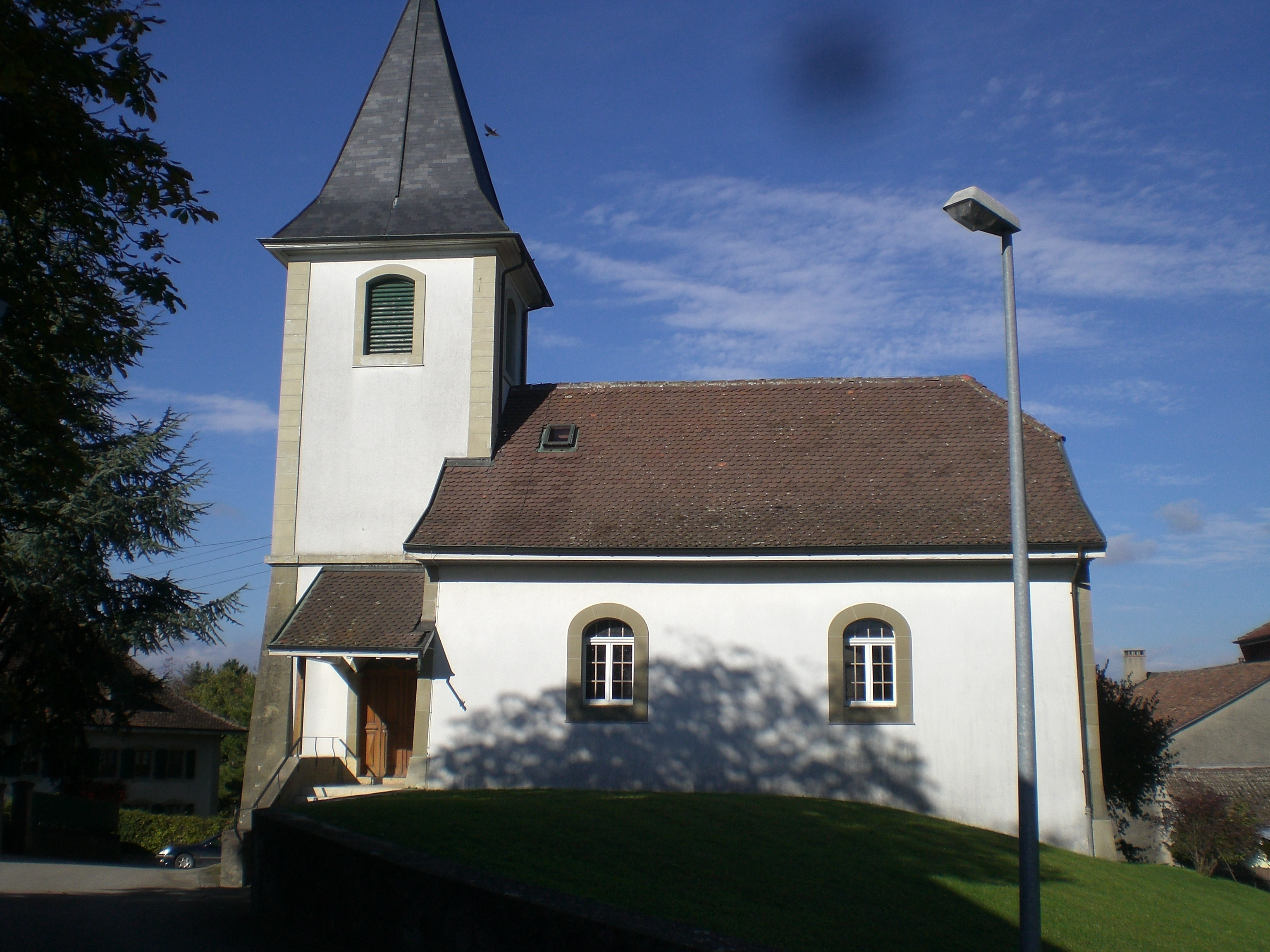
La chiesa

- Chiesa riformata, eretta nel 1725[2].

## Società

### Evoluzione demografica
L'evoluzione demografica è riportata nella seguente tabella:
Abitanti censiti

## Amministrazione
Ogni famiglia originaria del luogo fa parte del cosiddetto comune patriziale e ha la responsabilità della manutenzione di ogni bene ricadente all'interno dei confini del comune.